# 야가미 라이토
야가미 라이토(일본어: 夜神 月, Yagami Light)는 만화 《데스노트》의 주인공이자 반영웅이다

## 인물
아버지 야가미 소이치로는 경시청의 간부, 어머니 사치코와 여동생 사유 그리고 라이토, 총 네명의 가족으로. 경제적으로 부유한 가정은 아니다. 그 안에서 정의감과 다른 추종을 허락하지 않는 우수한 머리를 가진 인물로 세상이 악행에 별다른 대처를 하지 않은 것에 대해 딜레마를 느끼고 있었다. 그러던 중 데스노트를 주워, 사신 류크를 만났으며 악행을 한 자에게는 죽음이라는 단죄를 내렸다. 극단적이지만, 이를 통해 세상이 행복하고 평화로워진다고 믿고, 데스노트를 이용해 사람을 계속 죽였다.
모든 것을 완벽하게 해내는 재색을 겸비하였으며, 격렬한 표정과 태도 그리고 설명하기 복잡한 성격을 가지고 있으며, 키라로서의 교만하고 독선적인 의식과 냉혹함을 겸비하여, 류크로부터 「사신보다 더 사신다운 인간」이라는 평을 듣기도 하였다.
고등학교 재학 중 모의시험에서 1위를 독차지하고, 게다가 토오 대학에도 L과 함께 전과목 만점으로 수석 입학하는 등 매우 천재적인 두뇌를 소유한 인물이다. 또 자신의 PC를 이용해 아버지의 PC에 저장된 경찰의 데이터베이스를 해킹하는 등 고도의 컴퓨터 지식도 가지고 있다. 또 중학교 때에는 테니스로 전국 대회를 재패하였다는 점을 통해 뛰어난 운동 능력을 가지고 있음을 알 수 있다. 또한 외모가 수려해 여성들에게 인기가 많다.
L에 의해 감금되는 시점에서 데스노트의 소유권을 포기함으로써 그와 관련된 모든 기억을 잃고 난 이후로는 진심으로 L을 도와 새로운 키라를 쫓는다. 변화한 성격으로 말미암아 이 과정에서 실제로 키라를 악이라 생각하고 이전에 없던 새로운 면을 보여준다. 이는 데스노트라는 인간이 감당하기 힘든 힘을 얻으면 누구든지 그에 매료되어 자신을 잃을 수도 있다는 것을 보여주려는 작가의 의도라고 생각된다.

### 제1부
원래는 존경하던 아버지와 같은 경찰관을 목표로 공부를 했지만, 일상생활에 따분함을 느꼈고 바로 그때 사신 류크가 인간계에 떨어뜨린 데스노트를 주운것을 계기로, 온 세상의 범죄자를 심판하여 「범죄자가 없는 이상의 세계」를 만들어「신(新)세계의 신(神)」이 되겠다는 다짐을 하였다. 그 후 극악범죄자들을 모두 '심장마비'로 죽게하여 세상에 자신의 존재를 알렸다. 사람들은 신적인 능력으로 범죄자들을 죽이는 그 존재를 킬러(Killer)의 일본식 발음인 키라라고 불렀다. 이 반 경고성 살인으로 인해 범죄율이 현저하게 줄어드는 등 전 세계적으로 키라의 영향력이 커지게 되었다. 그리고 대량 살인범인 키라를 잡기 위해 L이 등장함으로써 치열한 심리전을 펼쳐 나간다

### 제2부
토오 대학 졸업 후, 경시청에 입사, 정보 통신국 정보 관리과에 소속된다. 공식 서류상으로는 토오 대학 대학원생으로 되어 있다. 자신의 치밀한 계획으로 죽은 L의 후계자, 즉 제2대 L이라는 사실을 숨기고 목소리 변조로 L인척 수사를 계속 한다. 자신의 사상을 전 인류가 받아들일 것이라는 확신 아래 신세계의 실현에 매진을 한다. 신세계 실현을 위해서는 자신을 방해하는 인물은 적뿐만 아니라 데스노트의 존재를 아는 자, 자신의 협력자라도 주저없이 죽여버리는 냉혹한 인물로 그려졌다.

### 실사 영화판
노트를 주운 것은 대학생 때. 법학부에서 3학년 때 사법시험을 보고 한번에 합격하여 법조인이 되었다. 그러나 경시청을 해킹해서, 많은 범죄자가 불기소 처분이 되어 그들이 전혀 반성하지 않는 현실을 알고, 법의 한계를 느껴 데스노트를 통한 숙청을 시작한다. 신세계 창시를 위한 열정과 냉혹함은 원작보다 다소 떨어진다.

### 약력
- 1986년 출생
- 1992년 초등학교 입학
- 1998년 중학교 입학
- 2001년 고등학교 입학
- 2003년 데스노트 습득
- 2004년 대학교 입학 (입학시험 성적이 L과 공동 1등)
- 2004년 사신을 이용한 고도의 전술로 L 살해
- 2009년 경찰과 2대 L 역임, 아버지를 잃음
- 2010년 니아에 의해 체포되기 직전 류크가 노트에 적어 사망한다.

### 결말
원작
니아와 대치 관계를 이르던 중, SPK와 일본 수사 본부 멤버 전원을 죽이기로 결심한다. 그러나 멜로에 의해 유괴된 타카다를 없애려 독자적으로 움직인 것이 계기가 되어, 니아 측에서 진짜 데스노트의 존재를 알고, 통째로 노트를 바꿔치기 하였다. 이를 통해 키라가 야가미 라이토라는 것을 알고, 체포하던 도중 노트의 찢은 조각에 니아를 살해하려고 시도하였으나, 마츠다의 사격으로 이름을 쓰는 데 실패하고 류크에게 도움을 청하지만, 니아와의 대결에서의 패배에서 흥미를 잃은 류크는 결국 라이토의 이름을 적어, 라이토는 사망하였다.
애니메이션
미카미가 스스로 죽음을 택한 틈을 타 YB 창고로 도주. 류크는 「노트를 인간계에 가져온 사신과 그 노트를 최초로 손에 넣은 인간과의 규칙」이라는 이유로 라이토를 노트에 적어 폐쇄된 공장에서 사망한다. 도주중에는 데스노트를 가지기 전 자신의 모습과 L의 환상이 현실세계와 엇갈리면서 원작과의 차이가 다소 있다.
실사 영화
L, 스스로 노트에 23일 후에 심장마비로 죽는다고 썼다는 것을 알지 못하고, 사신인 렘에 의해서 살해당했다고 믿고 그 자리에서 키라인 것을 폭로. 게다가 사전에 진짜와 몰래 바뀐 가짜의 노트에 소이치로 등 수사 본부의 멤버 전원의 이름을 쓰고 있는 것을 감시 카메라로 들켜 버린다. 사전에 손목시계에 넣어둔 노트의 찢어진 조각을 사용하려고 하는 것도 마츠다가 팔목을 향해 총을 쏴 막았다. 원작과 똑같이 흥미를 잃은 류크에 의해서 이름을 쓰여져 심장 마비로 최후를 맞이한다. 아버지인 소이치로에게 마지막까지 키라의 사상에 대한 이해를 요구하였지만 실현되지 않았다.

## 같이 보기
- 안티 히어로
- 티비플
- 니코니코동화